# Gonzalo Menéndez
Gonzalo Sebastián Menéndez Duque (Coronel, 20 de enero de 1949-Santiago, 29 de junio de 2019) fue un ingeniero comercial, contador y empresario chileno, y estrecho colaborador del grupo Luksic.
Cursó la educación primaria y secundaria en su ciudad natal, tras lo cual emigró a la capital para estudiar ingeniería comercial y contabilidad en la Universidad de Chile, donde también fue ayudante y profesor auxiliar de algunos cursos, como economía chilena y administración.
En 1972 se vinculó con el grupo Luksic por intermedio de Óscar Ruiz-Tagle, ejecutivo de una de las firmas de la familia que era padre de un amigo suyo. Asumió entonces como gerente general de la Sociedad Importadora del Norte y Distribuidora Comercial El Loa, concesionarias de los automóviles Ford y Fiat para Antofagasta, Calama y toda la zona norte de Chile. 
En abril de 1974 dejó el norte y aterrizó en Santiago. Allí tuvo pasos por la gerencia de planificación y control de Lucchetti Molinos y Fideos y el departamento de estudios del grupo. En 1979 participó en el proceso de compra del Banco O'Higgins, entidad que representó la primera avanzada de los Luksic en el sector financiero.
A principios de los años 1980 asumió la gerencia general de Ferrocarril de Antofagasta a Bolivia (FCAB) y en 1985 asumió la del Banco O'Higgins, cargo en el que permaneció hasta 1992.
En 1994 fue nombrado gerencia general de Empresas Lucchetti, asumiendo la presidencia de las filiales de Argentina y Perú.
En ese contexto fue, junto con Andrónico Luksic Craig y Luis Fernando Pacheco, protagonista de la polémica que tuvo lugar tras la aparición de videos en que buscaba el apoyo para las iniciativas de la empresa, de Vladimiro Montesinos, estrecho asesor del presidente del Perú Alberto Fujimori. Este episodio le costó ser acusado por la Justicia peruana por instigación al tráfico de influencias.
Su alejamiento del cargo, en agosto de 1998, no menguó sin embargo su influencia en el grupo, en el que conservó puestos de alto rango en los siguientes años, siendo Gerente General y Director de muchas empresas del grupo Luksic, como Bladex, Enex, Quiñenco, Banco de Chile.

## Fallecimiento
El 29 de junio del 2019, Gonzalo Menéndez falleció a los 70 años en Santiago de Chile.